# Com destruir el millor agent del món
 Com destruir el millor agent del món (títol original en francès: Le magnifique) és una pel·lícula franco-italiana, dirigida per Philippe de Broca, estrenada el 1973. Ha estat doblada al català.

## Argument
A Mèxic, un tauró devora un espia en una cabina telefònica. Es crida a l'agent francès Bob Saint-Clar, el millor agent secret del món. Aquest és enviat a Mèxic, on l'espera la bella Tatiana, també agent secret. En una platja exòtica, són atacats per una horda d'enemics enviats per l'infame Karpov, cap dels serveis secrets de la República popular d'Albània i enemic de sempre de Bob Saint-Clar. Entre ells, una dona de fer feines passa l'aspiradora per la sorra…
L'escriptor François Merlin és de fet molestat per la seva dona de fer feines. Pica a màquina les noves aventures de Bob Saint-Clar (a qui ha donat els seus trets), que han de sortir aviat. Truquen a la porta: és l'electricista que ha vingut fer unes reparacions, però no fa res ja que el lampista no ha fet encara el seu treball. Merlin es remet al treball, molt irritat…
A Mèxic, l'electricista és abatut per Bob Saint-Clar. Després els espies enemics aconsegueixen apoderar-se'n, i ho fan pujar per força a un helicòpter amb Tatiana, que té problemes d'elocució sobtats…
À París, l'escriptor Merlin té, per la seva part, problemes amb la seva màquina a escriure, on les «R» descarrilen: li cal una novel·la. Sortint de casa seva, es troba, a l'ascensor, una molt encantadora veïna que s'assembla estranyament a Tatiana, una estudiant britànica que estudia a París, i de la qual François Merlin està secretament enamorat i que ha integrat a la seva història. Quan compra el seu nou instrument de treball, es comprova que François no és el millor en les seves finances. Passa llavors a veure el seu editor per pidolar una bestreta, que li serà negada, és clar... Però el seu editor, Carreter, li recorda que ell, l'autor, fet somiar amb les lectores i els lectors amb el seu heroi Bob Saint-Clar. Merlin torna a posar-se mans a l'obra ja que ha de lliurar aviat el seu nou llibre…
A Mèxic, Bob Saint-Clar i Tatiana són acollits i detinguts per l'infame Karpov (que s'assembla estranyament a Charon, l'editor...). El dolent els tortura per tal d'obtenir informació. En el moment en què va a tallar un dels pits de Tatiana, un jove apareix…
El fill de François Merlin arriba per dinar amb el seu pare. Veuen per la finestra la misteriosa i sensual veïna…

## Repartiment
- Jean-Paul Belmondo: François Merlin / Bob Saint-Clar
- Jacqueline Bisset: Christine / Tatiana
- Vittorio Caprioli: Georges Charron / el coronel Karpov
- Monique Tarbès: Sra. Berger, la dona de fer feines
- Mario David: el miop
- Raymond Gérôme: el general Pontaubert
- Jean Lefebvre: l'electricista
- Hans Meyer: el coronel Collins
- André Weber: el lampista
- Hubert Deschamps: el venedor de màquines d'escriure
- Bernard Musson: un intèrpret
- Louis Navarre: un intèrpret
- Jean-Pierre Rambal: el conferenciant de còmics
- Gaëtan Noël: El Doctor
- Micha Bayard: la secretària de Charron
- Michel Thomass: el fals Papa
- Philippe de Broca: el segon lampista
- Maurice Auzel: un informador a l'aeroport
- Bruno Garcin: Pilu

## Producció

### Gènesi
La pel·lícula present una particularitat: no és mencionat cap guionista, ni als crèdits de començament ni en els del final. En aquest cas, l'escenògraf Philippe de Broca explica en el DVD de la pel·lícula que els autors del guió són Francis Veber i ell mateix i que va haver un desacord entre ells dos en relació amb el paper femení principal (alhora Tatiana i Christine). De Broca volia donar-li cos, contràriament a Veber. Criden a Jean-Paul Rappeneau, per desenredar l'assumpte i, finalment, el paper femení agafa cos. Al primer passi de la pel·lícula muntada, Veber ha assenyalat que no signaria aquesta pel·lícula. La raó, segons Broca, és que Veber sempre ha tingut problemes amb les dones en les seves ficcions. La versió de Francis Veber és una total incompatibilitat d'humor hauria fet impossible la col·laboració entre De Broca i ell, en l'estadi de l'escriptura: segons ell, De Broca hauria cridat, sense advertir-lo, apel·la a Daniel Boulanger per reescriure el guió. Veber s'hauria trobat llavors desposseït de la pel·lícula, tot i que s'estimava el projecte i hauria prohibit que el seu nom fos present en els crèdits.

### Rodatge
Les escenes de platja a Mèxic (bungalou, atac dels submarinistes...) han estat rodades a la Playa Gemelas, al sud de Puerto Vallarta i al nord de "Los Arcos", que es veu molt clarament en diverses escenes, sobretot aquelles on Belmondo fa esquí nàutic.